# Uniwersytet Żyliński
Uniwersytet Żyliński (słow. Žilinská univerzita, ang. University of Žilina) – słowacki uniwersytet znajdujący się w Żylinie.
Jego rektorem od 2018 roku jest prof. Ing. Jozef Jandačka, PhD.